# Parva Planum
Il Parva Planum è una struttura geologica della superficie di Marte.